# Оріент (Мен)
Оріент (англ. Orient) — місто (англ. town) в США, в окрузі Арустук штату Мен. Населення — 156 осіб (2020).

## Демографія
Згідно з переписом 2010 року, у місті мешкало 147 осіб у 63 домогосподарствах у складі 39 родин. Було 282 помешкання
Расовий склад населення:
| - 95,9 % — білих - 0,7 % — корінних американців |

До двох чи більше рас належало 3,4 %. Частка іспаномовних становила 2,0 % від усіх жителів.
За віковим діапазоном населення розподілялося таким чином: 19,0 % — особи молодші 18 років, 65,4 % — особи у віці 18—64 років, 15,6 % — особи у віці 65 років та старші. Медіана віку мешканця становила 47,3 року. На 100 осіб жіночої статі у місті припадало 116,2 чоловіків;  на 100 жінок у віці від 18 років та старших — 116,4 чоловіків також старших 18 років.
За межею бідності перебувало 46,7 % осіб, у тому числі 65,4 % дітей у віці до 18 років та 8,6 % осіб у віці 65 років та старших.
Цивільне працевлаштоване населення становило 61 особа. Основні галузі зайнятості: сільське господарство, лісництво, риболовля — 23,0 %, науковці, спеціалісти, менеджери — 19,7 %, освіта, охорона здоров'я та соціальна допомога — 19,7 %.